# Canan Moodie
Pour les articles homonymes, voir Moodie.
Pas d'image ? Cliquez ici

a Compétitions nationales et continentales officielles uniquement.

b Matchs officiels uniquement.
Dernière mise à jour le 16 août 2025.
Canan Moodie, né le 5 novembre 2002 à Paarl (Afrique du Sud), est un joueur de rugby à XV international sud-africain, évoluant principalement aux postes d'ailier ou d'arrière. Il joue avec la franchise des Bulls en United Rugby Championship depuis 2022.

## Biographie
Canan Moodie naît et grandit à Paarl dans le Cap-Occidental, et commence à jouer au rugby à XV dès son plus jeune âge. Il est éduqué dans un premier temps à la  Paarl Boys' Primary School. À l'adolescence, il fait le choix de rejoindre en internat la Boland Landbou School, plutôt que la réputée Paarl Boys' High School (en), dans le but de parfaire sa formation rugbystique loin de son foyer familial. Il joue au rugby avec l'équipe de l'établissement, où il évolue au poste de centre, et se distingue déjà par son talent.
Parallèlement au championnat lycéen, il représente les équipes jeunes de la Western Province entre 2019 et 2020,. 
Après avoir terminé le lycée, il rejoint l'Academy (centre de formation) des Blue Bulls de Pretoria,. Avec cette équipe, il dispute le championnat provincial des moins de 20 ans en 2021.
En 2021 également, il est sélectionné avec l'équipe d'Afrique du Sud des moins de 20 ans pour disputer les International Series, compétition remplaçant temporairement le Championnat du monde junior dans un contexte de pandémie de Covid-19,. Il produit alors de bonnes performances lors de ce tournoi, inscrivant notamment deux doublés face à l'Uruguay et l'Argentine,.
Au début de l'année 2022, Moodie est retenu dans l'effectif professionnel des Blue Bulls en août 2021 pour disputer la Currie Cup. Il joue son premier match au niveau professionnel le 19 janvier 2022 contre la Western Province, marquant un essai à cette occasion. Il est alors replacé vers les postes d'ailier ou d'arrière.
Peu après ses débuts professionnels, il est intégré à l'effectif de la franchise des Bulls au cours de leur première saison de United Rugby Championship. Il s'impose rapidement comme un titulaire au sein de l'équipe entraînée par Jake White, et se fait remarquer par ses bonnes performances,. Il participe aux phases finales du championnat, que son équipe termine à une place de finaliste,.
Dans la foulée de sa saison réussie en URC, il est rappelé avec la sélection des moins de 20 ans dans le cadre des Six Nations Summer Series, mais il est contraint de déclarer forfait à cause d'une blessure.
En août 2022, malgré son inexpérience, il est appelé pour la première fois avec les Springboks par le sélectionneur Jacques Nienaber, dans le cadre du Rugby Championship,. Cette sélection fait suite à de nombreuses absences au poste d'ailier, avec les blessures de Cheslin Kolbe et S'busiso Nkosi, ou la suspension de Kurt-Lee Arendse. Il obtient sa première sélection le 3 septembre 2022 contre l'Australie à Sydney, alors qu'il est âgé de 19 ans. Alors qu'il est le deuxième plus jeune joueur de l'histoire à débuter avec les Springboks, il s'illustre en inscrivant son premier essai au niveau international après avoir battu Marika Koroibete dans un duel aérien, suivi par une course de quarante mètres.
En juin 2023, il est sélectionné dans le groupe de 40 joueurs retenu pour disputer le Rugby Championship 2023, ainsi que préparer la Coupe du monde à venir. Deux mois plus tard, il est retenu dans le groupe final de 33 joueurs pour disputer le mondial en France.

## Palmarès

### En franchise
- Finaliste du United Rugby Championship en 2022, 2024 et 2025 avec les Bulls.

### En équipe nationale
- Vainqueur de la Coupe du monde en 2023 avec l'équipe d'Afrique du Sud.
- Vainqueur du Rugby Championship en 2024 avec l'équipe d'Afrique du Sud.

### Distinctions personnelles
- Meilleur marqueur du United Rugby Championship en 2025 (9 essais).

## Statistiques
Au 2 octobre 2023, Canan Moodie compte 9 capes en équipe d'Afrique du Sud, dont 8 en tant que titulaire, depuis le 3 septembre 2022 à l’occasion d’un match contre l'équipe d'Australie à Sydney. Il inscrit cinq essais (25 points). 
Il participe à deux éditions du Rugby Championship, en 2022 et 2023. Il dispute quatre rencontres dans cette compétition.